# Francisco I. Madero, Nayarit
Francisco I. Madero är en ort i Mexiko.   Den ligger i kommunen Jala och delstaten Nayarit, i den centrala delen av landet, 600 km väster om huvudstaden Mexico City. Francisco I. Madero ligger 1 895 meter över havet och antalet invånare är 842.
Terrängen runt Francisco I. Madero är kuperad åt sydväst, men åt nordost är den bergig. Francisco I. Madero ligger uppe på en höjd. Runt Francisco I. Madero är det ganska glesbefolkat, med 30 invånare per kvadratkilometer. Närmaste större samhälle är Ixtlán del Río, 7,5 km sydväst om Francisco I. Madero. I omgivningarna runt Francisco I. Madero växer huvudsakligen savannskog.